# AMX-30
AMX-30 ist die Typbezeichnung eines französischen Kampfpanzers. Er war der erfolgreichste französische Panzer während der Zeit des Kalten Krieges und über 30 Jahre das Rückgrat des französischen Heeres.

## Geschichte
Nach Vergleichserprobungen mit dem Batignolles-Châtillon Char 25T wurde der AMX-30 favorisiert. Im Jahr 1955 begann der französische Konzern GIAT Industries mit der Konstruktion des Kampfpanzers AMX-30, der die amerikanischen Panzer vom Typ M47 ablösen sollte. Anfang der 1960er-Jahre wurden die ersten Prototypen fertiggestellt und seitdem 2300 Exemplare des AMX-30 ausgeliefert. Der Panzer besitzt ein automatisches Feuerleitsystem und kann Geschosse mit einer Austrittsgeschwindigkeit von 1525 m/s abfeuern. Auf Grund seines niedrigen Gewichts durch eine geringere Panzerung im Vergleich zu anderen seiner Entwicklungszeit, wird das Fahrzeug auch als mittlerer Kampfpanzer eingestuft. Dies ist auch dem Umstand geschuldet, dass das Fahrzeug unter ungünstigeren Bodenverhältnissen als in Europa eingesetzt werden sollte. Der AMX-30 fand nicht nur Verwendung als Kampfpanzer, sondern auf dem Fahrgestell wurden auch Panzerhaubitzen, Flakpanzer und Spähpanzer produziert.
Der AMX-30 war der französische Entwurf für das deutsch-französische Standard-Panzer-Projekt (der Leopard war sein deutsches Gegenstück), das zum Ziel hatte, einen Standard-Panzer für die europäischen NATO-Staaten zu schaffen. In umfangreichen Erprobungen und einer Vergleichserprobung des AMX-30 mit dem damals noch namenlosen deutschen Standardpanzer und späteren Leopard 1, die unter italienischer Leitung im September 1963 in Mailly-le-Camp stattfand, erwiesen sich beide Typen als relativ gleichwertig, wobei der Leopard etwas stärker gepanzert war, den besseren Triebwerksblock besaß und insgesamt ein größeres Entwicklungspotential aufwies. Hinzu kam, dass die französische Seite die eigenentwickelte 105-mm-DEFA-Kanone bevorzugte. Da diese keine der NATO-Munitionsarten verfeuern kann, lehnten die anderen NATO-Staaten den AMX-30 ab. Als Hauptmunition kam eine Granate mit drallmantelstabilisierter Hohlladung zum Einsatz, die eine hohe Durchschlagsleistung gegen konventionelle Panzerungen aufweist. Mit dem Auftauchen von Verbundpanzerungen und reaktiven Zusatzpanzerungen büßte diese Sondermunition einen Großteil ihrer Wirkung ein. Deshalb waren die Franzosen gezwungen, ein Unterkalibergeschoss zu entwickeln, um Panzer weiterhin wirksam bekämpfen zu können.
Ab 1992 wurde der AMX-30 durch den Leclerc ersetzt.

## Versionen
- AMX-30 D: Bergepanzer

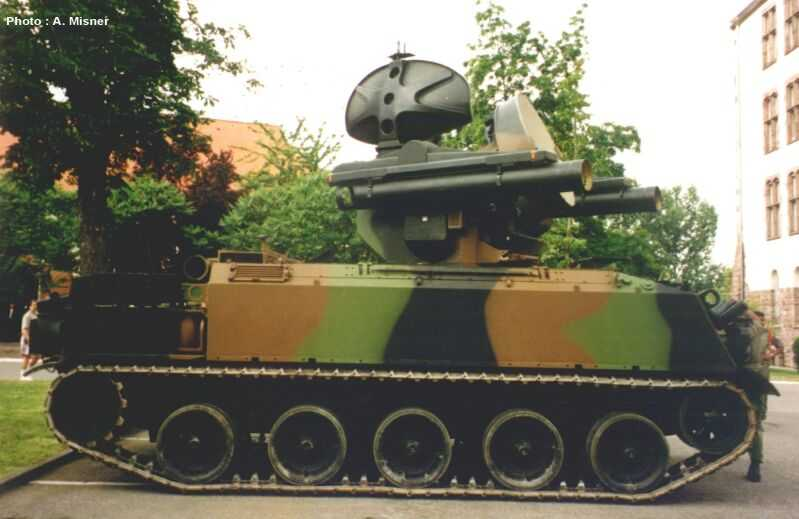
Flugabwehrpanzer AMX-30 ROLAND

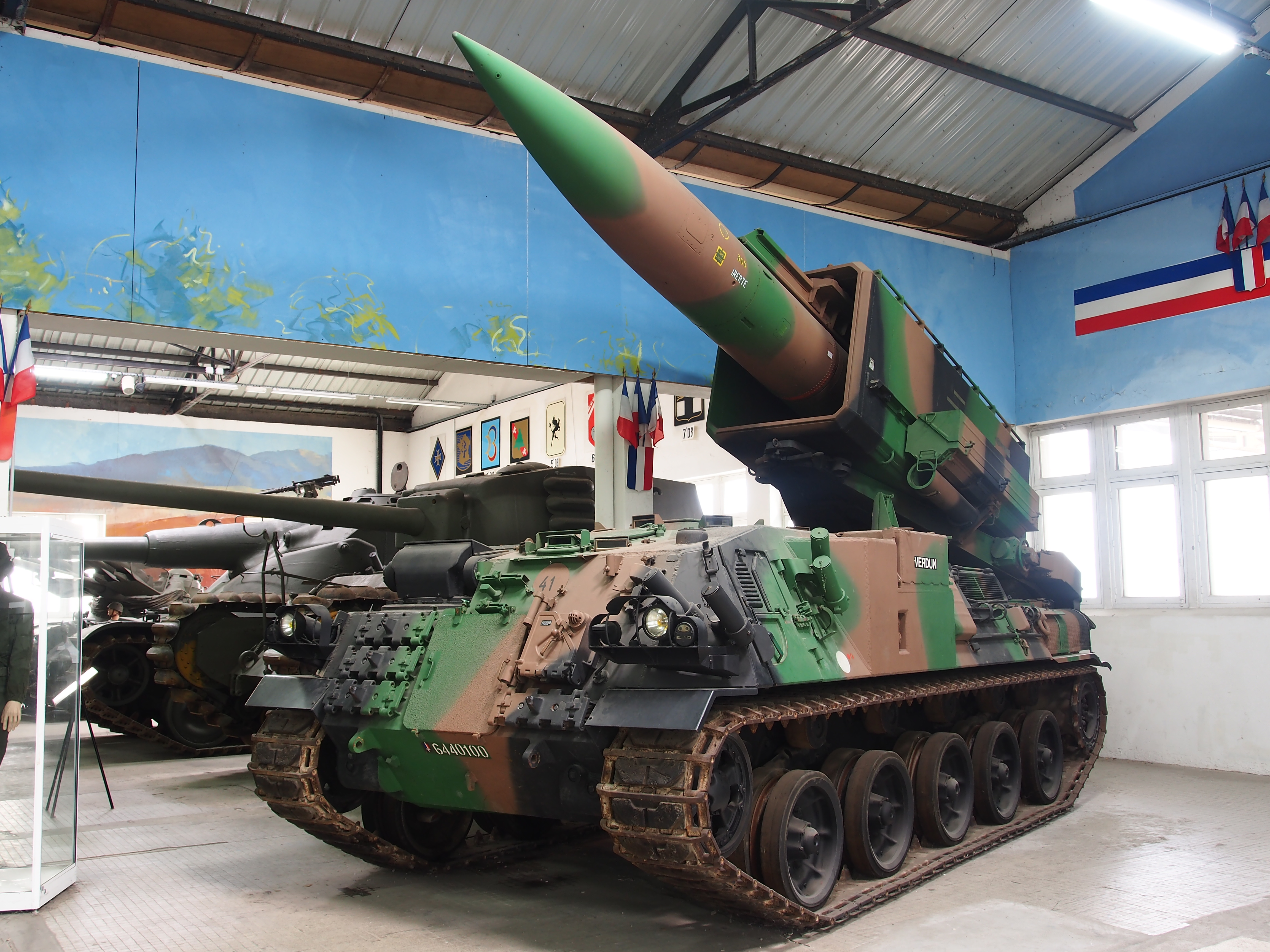
AMX-30 PLUTON

- AMX-30 AuF1: 155-mm-Panzerhaubitze
- AMX-30 EBG: Pionierpanzer
- AMX-30 ROLAND: Roland-Flugabwehrraketensystem auf AMX-30-Chassis
- AMX-30 PLUTON: Pluton-Rakete auf AMX-30-Chassis
- AMX-30 B2: AMX-30 mit verbesserter Feuerleitanlage
- AMX-30 DT: (Démineur Télécommandé) Minenräumpanzer
- AMX-30 BRENUS: AMX-30 mit Reaktivpanzerung
- AMX-30 FORAD: Nur äußerliche Veränderungen zur Darstellung fremder/feindlicher Panzereinheiten in Manövern
- AMX-32: Prototyp einer Exportversion mit stärkerer Panzerung, dies jedoch auf Kosten der Mobilität
- AMX-30EM2: 1987 begann Spanien 150 Einheiten zu modernisieren: leistungsstärkerer Motor, automatisches Getriebe, Stoßdämpfer, Nebelwerfer-System, Seitenstege, Feuerleitanlage Hughes MK-9 mit Wärmebildkamera

## Verwendung in anderen Armeen
- Bosnien und Herzegowina 15 AMX-30

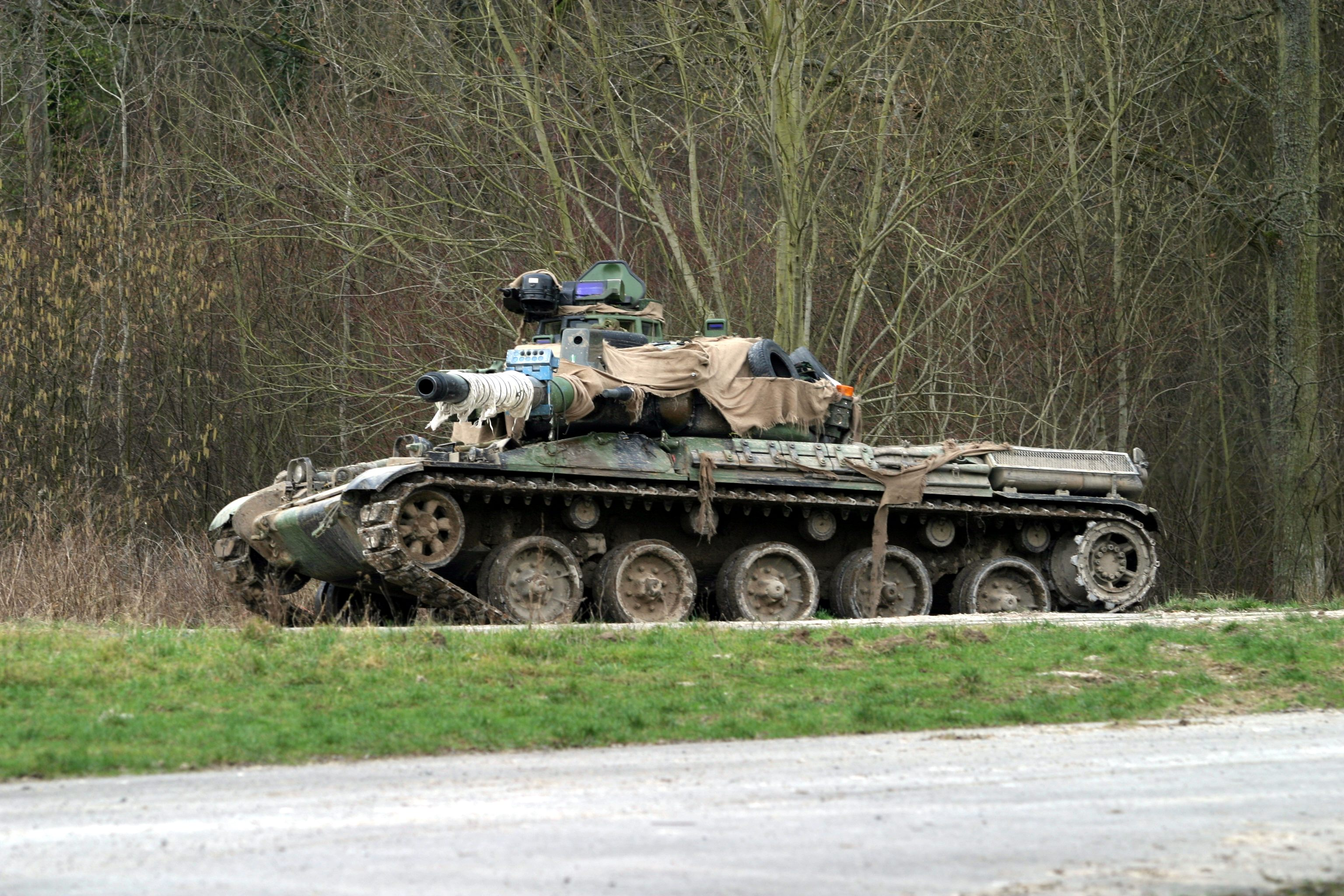
AMX-30 B2

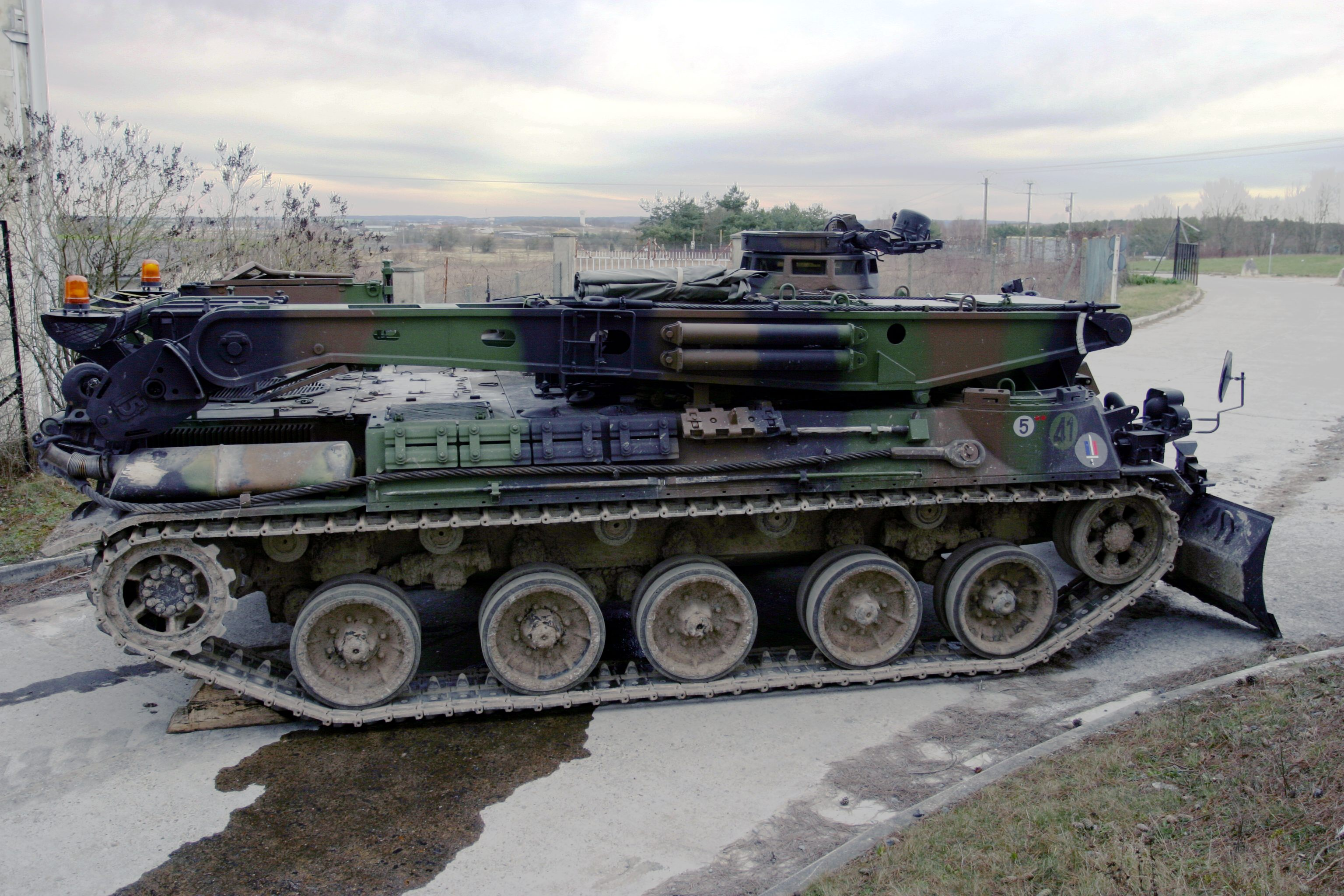
AMX-30 D

- Chile 60, davon 19 AMX-30B1 und 39 AMX-30B2 (ausgemustert 2006)
- Frankreich 387 AMX-30 und 659 AMX-30 B2 (ausgemustert)[1]
- Griechenland 102 AMX-30 B2 (ausgemustert)
- Katar 24 AMX-30 S
- Kroatien 42 AMX-30
- Saudi-Arabien 290 AMX-30 S und AMX-30 SA
- Spanien 210 AMX-30 (ausgemustert)
- Venezuela 81 AMX-30V
- Vereinigte Arabische Emirate 64 AMX-30
- Zypern (Nationalgarde) 113 AMX-30 – davon 52 AMX-30 B2

## Trivia
Durch den Platzbedarf der für Kampfpanzer eher seltenen Sekundärbewaffnung in Form einer 20-mm-MK mussten Abstriche bei der Geräumigkeit des Panzers gemacht werden. So ist der Kampfraum, aber auch der Fahrerplatz sowie dessen Einstieg, äußerst eng.